# 鋼彈創鬥者 潛網大戰
《鋼彈創鬥者 潛網大戰》為2018年4月3日起於東京電視台播放的日本電視動畫。是以機動戰士鋼彈系列的衍生產品鋼彈模型為主進行的「鋼彈模型戰鬥」為題材的作品，並與題材相近的《鋼彈創鬥者》及《鋼彈創鬥者TRY》合稱《鋼彈創鬥系列》，但嚴格上本編的設定和背景，比前兩作更接近本系列的原祖作的《模型戰士GUNDAM模型製作家 起始G》。
2018年2月2日於《鋼彈創鬥系列》新作發表會中公布作品製作決定，並公開製作人員及角色，同時於第1話播出前在網路發佈宣傳影鋼彈創鬥者 潛網大戰 序章。

## 故事簡介
「高達模型對戰Online（Gunpla Battle Nexus Online，簡稱GBN）」是能在電腦虛擬空間内使用高達模型執行各種任務，享受樂趣的最新網絡遊戲。初中生三上陸與死黨日高幸男，拉著同班同學矢代桃華，一起潛入那片廣大的世界。
他們成為GBN内的居民「潛行者」後，認識了對高達模型有著不可思議感應力的神祕少女莎拉，並開始與她一起行動…。在這個次元世界裡存在著小陸的偶像，冠軍「九條響也」等知名潛行者，憑著團隊系統可讓多名潛行者組成「部隊」，也有一群使用非法工具-「外掛貼紙」的「潛行聯黨」阻礙著他們的歷險。小陸等人透過不斷的相遇與經歷，除了高達模型以外，也開始一點一滴地創建自己的冒險故事！

### Build Divers
小陸／三上陸（Riku／Mikami Riku）
配音：小林裕介（日本）；鍾見麟（香港）
潛網者等級：D→C→？
專用機：高達OO潛行者、高達OO潛行者Ace、高達OOsky
本作主角，在海濱城市就讀初中的14歲少年。擁有相當優秀的反射神經及體力，對任何事都有很高的領悟力。但還是一直在尋找能讓他打從心底熱愛的事物。在看過九條響也的高達模型對戰之後，決心闖進能讓自己燃起熱情的GBN世界。
原本只是希望能好好的享受對戰的樂趣，但因為敗給食人魔的不甘心激起了他想要獲勝的念頭，讓他開始磨練自我，更因此結識了許多身手不凡的前輩，最後創立了屬於自己的部隊「Build Divers」。
在反潛霸團的聯手作戰結束後，小陸受潛霸團幕後黑手柴司之邀約，進行以菖蒲要贖回的鋼彈模型為賭注的GP對戰，雖然驚險取勝，但王牌潛網型00鋼彈卻也變得殘破不堪。在那之後，小陸重新審視了自己一路以來的經歷，直面自己當下的不足之處，並在各路人馬所提供的幫助下，將受損的王牌潛網型00鋼彈升級改造成天翔型00鋼彈。
在第20話自開發者的口中得知了莎拉的真實身分，之後就一直與其他成員們不停地尋找著不知去向的莎拉。面對九條響也再度召集義士聯盟以消除「EL潛網者的威脅」的行動，下定決心的小陸聯合所有願意助陣的友好勢力，以「實行成功率約12%的方法去拯救莎拉和GBN」為賭注，向以九條響也為首的義士聯盟發起了戰力差達到一萬比一的團隊戰。
面對九條響也及義士聯盟壓倒性的戰力差距，小陸等人雖然全力應戰卻仍屈居下風，但就在緊要關頭之際，以食人魔為首的「百鬼」部隊現身支援。在食人魔的協助下，小陸得以擊退冠軍，並成功和城堡裡的莎拉會合，奪得最後的勝利。
小勇／日高勇夫（Yuuki／Hidaka Yukio）
配音：藤原夏海（日本）；鄧港文（香港）
潛網者等級：D→C→？
專用機：吉姆III鐳射大師、爆擊大師積根
小陸的同班同學兼最好的朋友。熱愛高達系列的動畫，對高達知識的豐富了解程度連大人也甘拜下風。平常是有點不起眼的少年，然而作為一名高達模型製作人，技術卻是相當有水準，在GBN裡，是一位讓小陸十分信賴的潛行者。
然而看著部隊和隊友們一天一天地成長進步，尤其好友小陸變得越來越強，自己卻彷彿一直在原地踏步，開始質疑自己在部隊中的貢獻。隨後因為瑪姬的開導而參加了一個名為「鏡任務」的活動，重新認識自己，振作起來，更意外地跟「百鬼」的道治消除芥蒂成為朋友。
桃桃／矢代桃華（Momo／Yashiro Momoka）
配音：稗田寧寧（日本）；陳皓宜（香港）
潛網者等級：D
專用機：桃桃卡布爾
小陸與幸男的同班同學，女子足球部的隊員。個性非常積極，原本是想說服小陸參加足球部，卻在這期間體會到高達模型與GBN的樂趣，於是開始跟小陸他們一起投入遊戲之中。也有著女孩子的一面，認為「可愛的事物就是正義」。
使用的潛行者造型是非常可愛的小貓女，尤其是貓耳和貓尾。
於爭奪小島擁有權的「搶旗戰」時，意外地立下大功，為部隊爭取到美麗的私人島嶼用來興建部隊營。
莎拉（Sarah）
配音：照井春佳（日本）；羅孔柔（香港）
潛網者等級：D
專用機：機動人偶莎拉
小陸等人在GBN裡認識的神秘少女。只知道她擁有一種不可思議的感應，能理解投進高達模型裡的特別情感。
因為沒有專用機的緣故而無法在對戰中做出貢獻，因此被大家當成隊裡的吉祥物。
和小桃一樣是「可愛就是正義」論的忠實信徒。
於第20話最終得知其真正身份是由GBN內掃描模型產生的剩餘數據（開發者認為該數據是「玩家投注在模型上的熱情」）中所誕生出的電子生命體「EL潛網者」，在反潛霸團的作戰之後其相關數據急速增長，進而可能導致GBN崩壞危機。在此之後離開小陸等人不知去向，之後於第21話被冠軍尋獲並予以保護，但GM卻也循線查上門來，而她為了不再給GBN再增添麻煩而選擇向GBN運營方自首。
對於自己的存在所導致的問題，莎拉原本打算就此讓自己走向毀滅，但面對九條響也給她的問題，讓她對此產生了猶豫，直到最後Build Divers一夥人發自內心的告白，讓她終於正視了自己內心的願望：想和大家永遠在一起。
最終於大結局第25話透過「創鬥貼紙」以及GPD的行星覆膜技術獲得實體得以首次走出GBN。
KO-1／七瀨光一（KO-1／Nanase Koichi）
配音：田丸篤志（日本）；黃積權（香港）
潛網者等級：F→D→？
專用機：卡邦迪重鍛型
鋼彈基地的店員七瀨奈奈美的哥哥，過去是以K-1之名為人所知的優秀模型製作家，同時也是模型實機對戰遊戲「GP對戰（GPD）」的玩家。
因為GBN的出現，使得GPD的玩家快速流失，光一的隊友也陸續離開GPD，心灰意冷的光一自此退出對戰界，但在奈奈美的請求下還是有幫忙協助製作店內的展示模型，小桃最初使用的卡布爾即出自其手。
第6話由於小陸摯的邀請而再度復出並與奈奈美一同在鋼彈基地上班，在部隊中擔任模型技術指導。
雖然平時看似弱不禁風，但在必要的時候依然是位值得依靠的老手。更在「蓮花挑戰（Lotus Challenge）」時親手設計了取勝關鍵的穿梭機，讓部隊贏得巨額的創建幣。
面對營運方欲將莎拉抹消以維持遊戲環境穩定的做法，光一選擇找上老友柴司協助，企圖利用外掛貼紙的相關技術同時拯救莎拉和GBN。
菖蒲／藤澤彩（Ayame／Fujisawa Aya）
配音：沼倉愛美（日本）；黃昕瑜（香港）
潛網者等級：B→？
專用機：RX-零丸
忍者外型的女潛網者，奉神秘人物之命去監視小陸的行動。
曾因為監視行動而意外幫助過小陸等人，之後應小陸的邀請加入部隊，在那之前則是獨行玩家。
過去曾加入過只使用SD鋼彈的部隊「黑貓（Le Chat Noir）」，雖然一開始十分順遂，公會排名越來越高，甚至爬到30強，卻沒能捱過之後接踵而來的連敗所導致的頹勢，最後因為成員之間的分崩離析，部隊黯然解散。
第11話揭露實際上是潛霸團的協力者，以及其與黑貓部隊的過往，而其背後原因正是為了贖回作為黑貓部隊夥伴友情象徵的「羈絆鋼彈」而為其工作，最後在小陸和莎拉的勸說下決心脫離組織。事後因為小陸的努力，柴司依約將模型物歸原主，也了卻了她長久以來的心結。
性格高冷，但似乎對於可愛的東西意外的沒有抵抗力。一直以沈著應戰的風格和高水平的戰鬥技術，協助部隊通過各種任務。
奈美／七瀨奈奈美（Nami／Nanase Nanami）
配音：伊藤加奈惠（日本）；廖杏茵（香港）
模型店「鋼彈基地（Gundam Base）」的女店員，和小陸等人相識已久的體貼大姐姐，然而最重要的鋼彈模型知識卻稍嫌不足，常常弄錯機體名稱。
是七瀨光一的妹妹。雖然平時都是待在鋼彈基地沒有登入GBN內，但一直在旁看著小陸和部隊一天天成長。
第19話首次登錄GBN并參加了僅限女性潛行者參加的撫子競技活動。
第20話正式加入了「Bulid Divers」。

### AVALON
九條響也／來生響也（Kujo Kyoya／Kisugi Kyoya）
配音：笠間淳（日本）；關令翹（香港）
專用機：鋼彈AGE II麥林型/ 鋼彈AGE II黑獵犬型（第3話）→鋼彈AGE II麥林型Ver.SV
擁有「冠軍」稱號的，目前GBN最強的潛網者，也是AVALON的隊長。
雖然給人溫文儒雅的印象，不過只要一進行鋼彈模型對戰，他所懷抱的熱情就會燃燒得比任何人都更熾熱。他不僅是小陸的偶像，亦是努力看齊的目標。
因為曾參與封閉Beta測試，因此擁有在現實世界聯繫系統管理員的方法渠道。
領導眾人擊破潛行聯黨，成功化解GBN的危機。
於21話跟蹤營運方的機體，進而找到了下落不明的莎拉，原欲予以保護，卻未料GM循著玩家紀錄檔的蹤跡找上門來，雖然在同行的隆美爾提議下再度召集義士聯盟，以處理該問題，但內心依然對於營運方僅將莎拉視為單純數據的作法感到無法接受，而給來訪的小陸留下了「展現你們的覺悟」這一隱晦的暗示。
在22話與小陸的對話中，兩人透過對話將問題引導至「以團隊戰來決定莎拉問題」的局面，之後更是親自駕機阻擋在小陸與食人魔面前，以認真的心態與之交戰。
迦爾納（Karuna）
配音：中島良樹（日本）；李震權（香港）
專用機：克蘭雪（赭紅、深紫配色）→槍騎兵型脈衝鋼彈
AVALON的成員，兩名副隊長之一，是名個性開朗的潛網者。總是被艾蜜莉雅提醒不能太得意忘形，不過他本人卻絲毫不在乎。
序章時在與第七裝甲師的比賽中和愛蜜莉亞雙雙中彈負傷，之後利用愛蜜莉亞機的零件修復座機後成功擊墜了對方旗艦機。
對潛行聯黨的攻略戰時參與戰鬥。
艾蜜莉雅（Emilia）
配音：森奈奈子（日本）；陳琴雲（香港）
專用機：克蘭雪（淡紫、深紫配色）→弧光型脈衝鋼彈
AVALON的成員，兩名副隊長之一，是名沉著冷靜的女性。對身為隊長的冠軍非常敬重，同時作戰能力也是十分優秀。
序章時在與第七裝甲師的比賽中和迦爾納雙雙中彈負傷，之後將自機的零件交給迦爾納去追擊敵機。
對潛行聯黨的攻略戰時擔任情報分析。
尚布爾（Chambre）
配音：江越彬紀（日本）
AVALON的成員。使用的鋼彈模型為德特雷斯。
在序章時因為中了第七裝甲師的鋼索陷阱而遭到擊墜。
樁（Tsubaki）
AVALON的成員，使用的鋼彈模型是傑鋼偵查型。
在序章時負責偵察任務，但中途遭到隆美爾隊擊墜。

### 第七裝甲師
隆美爾（Rommel）
配音：速水獎（日本）；李錦綸（香港）
專用機：紅扁帽格利摩亞
第七裝甲師的隊長，素有「智將」別名的戰略家，但同時也是位喜歡正面對決的硬底子實力派，與響也既是互勵互勉的勁敵也是好友。
因為潛行者造型是十分可愛的雪貂，因此時常被初次見面的人當成小動物對待。然而在這樣人畜無害的外表下，其實是具備著理性與睿智的性格、智勇雙全的高手。
潛行聯黨攻略戰的發起人之人，與響也一起作戰，瓦解潛行聯黨的陰謀。
面對莎拉的問題，一方面基於大義，同時也是為了GBN當作第二人生在經營的人們，使得隆美爾選擇站在營運公司一方，並提醒響也不能因為私人的情感而意氣行事。
庫特（Kurt）
配音：山本兼平（日本）；潘文柏（香港）
專用機：基拉·德卡（靛青配色）
第七裝甲師的成員，是隆美爾優秀可靠的副官。
在序章中為了讓積克能狙擊九條響也，自行發動自殺攻擊而被擊墜。
似乎因為某些原因而必須長時間待在GBN，也是隆美爾之所以在面對莎拉的問題時選擇站在營運公司一方的背後原因。
積克（Jack）
配音：田所陽向（日本）；陳卓智（香港）
第七裝甲師的成員，帶著眼罩的高大男性。使用的鋼彈模型為薩克I狙擊型。
在序章中擔任旗機的隊員，因為庫特的犧牲而得以狙擊九條響也，但卻未能擊墜對方，隨後被迦爾納發現並遭到擊墜。
羅倫斯（Lawrence）
配音：野田哲郎（日本）；林筠翔（香港）
第七裝甲師的成員。使用的鋼彈模型為薩克加農。
在第10話的反潛霸團聯合作戰中遭到擊墜。

### 百鬼
食人魔（Ogre）
配音：羽多野涉（日本）；李鎮然（香港）
潛網者等級：SS
專用機：食人魔刃-X →鋼彈GP-羅剎
多吉的哥哥。有著「獄炎食人魔」這個稱號，是名貪婪地追求強大，放棄享樂的潛網者，部隊「百鬼」的隊長。
總是在尋求強者，為了變得更強而一路戰鬥。其飢渴的欲望矛頭如今已指向GBN最強玩家，也就是「冠軍」九條響也。
對於使用外掛貼紙的行為嗤之以鼻，稱之為「難吃得要命的戰鬥」。然而因為自己隊內有人使用了外掛貼紙的立場，因而拒絕了反潛行聯黨行動的邀請，但卻推薦了小陸等人。
面對因為莎拉的問題而無心參賽的小陸，食人魔選擇直接登門開打，也因此讓小陸得以正視自己內心真正的想法。
在Build Divers對義士聯盟發起對戰的前夕收到了小陸發來的同盟邀請，並在最關鍵的時刻介入戰局，為Build Divers最後的勝利立下了汗馬功勞。
道治（Do-ji）
配音：松岡禎丞（日本）；李安邦（香港）
潛網者等級：B
專用機：戰達斯→煌·基拉格
就像崇拜冠軍的小陸一樣，多吉也是為了更接近他崇拜的哥哥才開始玩GBN。然而他激怒人的技巧堪稱大師等級，曾有過為了個人積分去獵殺新手玩家的不良紀錄。
由於為了獲得哥哥的認同而使用了外掛增幅，但卻導致機體失控暴走，最後被小陸和食人魔聯手制伏，從部隊成員口中得知哥哥的心意後懊悔不已。
後來因為一同參加「鏡子任務」而和小勇成為朋友，事後和小陸冰釋前嫌。
在以莎拉為賭注的團體戰中隨同哥哥前支援Build Divers。
玫瑰（Rose）
配音：東內麻里子（日本）；詹健兒（香港）
潛網者等級：A
專用機：亞克托·德卡荊棘型
部隊「百鬼」的成員之一，是位成熟和身材姣好的女性，但在某些情況下總是意外的少根筋的。
歐巴羅（Oboro）
配音：熊谷健太郎（日本）；張裕東（香港）
潛網者等級：A
專用機：里格·夏柯凶
部隊「百鬼」的成員之一，身穿傳統和服的瘦小男子，生性寡言，但對主將所言則是一心聽從指示。
拿茲（Nuts）
配音：山本祥太（日本）；馮錦堂（香港）
潛網者等級：S
專用機：馬格亞納克辰砂型
部隊「百鬼」的成員之一，體格魁梧的男性，是位戰鬥經驗豐富的老手。

### 其他人物
瑪姬（Magee）
配音：村田太志（日本）；雷霆（香港）
專用機：愛之幻影鋼彈
世界排名第23位的高階玩家，隊伍「亞當的蘋果」的隊長。雖然是男性，但行為舉止則是較偏向女性的陰柔風格，對於陸等人的新手之路給予過許多幫助。
為了讓剛接觸GBN的初學潛網者也能玩得開心，因此主動指導初學者的親切潛網者。就像其外形給人的印象，熱情的態度常常令人不自覺地跟著他的步調走。
現實世界中似乎是間酒吧的老闆。
虎狼／大神浩太郎（Tigerwolf／Ogami Kotaro）
配音：諏訪部順一（日本）；鄧志堅（香港）
潛網者等級：SSS
專用機：激炎雙頭龍鋼彈
以亞洲區伺服器的愛塔尼亞區為根據地，統率該地部隊「虎武龍」的潛網者，外觀造型類似於狼人。
為了將屬於自身戰鬥風格的格鬥術練到登峰造極，可說是每日勤奮修行不殆，是名男子漢中的男子漢。或許正是因為這樣，導致他完全拿女性沒輒。
和夏赫亞之間很容易因為小事吵起來。
夏赫亞／盧克·阿格（Shahryar／Ruck Arge）
配音：逢坂良太（日本）；李致林（香港）
潛網者等級：SSS
專用機：賢妃型熾天使鋼彈
技術在GBN數一數二的鋼彈模型製作家，部隊「斯慕格（Simurgh）」的隊長。是名氣質高尚，對女性也很溫柔的貼心紳士，不過也有著生性高傲，喜歡冷嘲熱諷的另一面（主要是針對虎狼）。
對鋼彈模型非常用心，總是用「愛」這個字來形容對鋼彈模型的投入。
在現實世界中似乎是中東地帶的富豪。
史黛亞（Stea）
配音：上田麗奈（日本）；劉惠雲（香港）
專用機：蓋亞鋼彈
僅限女性加入的部隊「大天使團」的成員之一，褐色短髮的女性潛網者，身上穿有和機動戰士鋼彈SEED DESTINY的史黛拉·路歇同款式的洋裝。
由於害怕自己技術不足會拖累團隊，甚至是會被同伴拋棄，為了變得更強而不惜使用外掛貼紙。而在被小陸擊敗後，同伴們的真心讓他了解到同伴不會輕易拋棄她，因此自行關閉了外掛增幅。
事件結束後曾接受遊戲營運公司的現場調查，但不論是使用的模型還是玩家帳號都找不出使用外掛貼紙的痕跡。
卡娜莉（Kanari）
配音：津田美波（日本）；曾秀清（香港）
專用機：村雨
僅限女性加入的部隊「大天使團」的成員之一，是史黛亞的好友。
面對史黛亞的煩惱與擔憂，她和團員們決定以真心相待，讓史黛亞決定不再倚賴外掛貼紙的力量。
柴司（Shiba Tsukasa）
配音：八代拓（日本）；周倚天（香港）
專用機：畢格薩姆，無名異端鋼彈
身分不明的神秘人物，指使菖蒲去監視小陸的人，也是散佈外掛貼紙的元兇。真身是七瀨光一過去GPD時期的同伴。
過去是GPD的頂尖高手，在GPD因為GBN的興起導致沒落後，認為GBN的對戰沒有痛楚與覺悟，更感受不到熱情，是「虛偽的對戰」，因此在背地裡散佈外掛貼紙，意圖摧毀掉GBN，但最後在以九條響也為首的聯合軍的行動下，其陰謀宣告瓦解。
第13話在計畫被推翻後，透過第三者（ZEN）向小陸聯絡進行GPD的決鬥，並運用豐富的經驗及技術將小陸壓著打，但最後敗在小陸犧牲潛網型00鋼彈的特攻戰術。事後在與七瀨光一的談話中自嘲自己的作為是「跟不上時代的人的結局」。
為了拯救即將被官方修正檔消除的莎拉，光一再度找上了曾開發外掛貼紙的司，希望能共同想出能同時拯救莎拉和GBN的方法，而司則以「這樣任由它消滅未免太無趣」為由接受了請託，以外掛貼紙為基礎開發出專用的「創鬥貼紙（Build Decal）」。
遊戲管理員(GM)／葛城（Game Master／Katsuragi）
配音：竹本英史（日本）；招世亮（香港）
管理GBN運作的負責人。在遊戲内是以「SD高達FORCE」裡登場的「潛水大砲」作為潛行者造型現身。
由於缺乏系統上的確切證據，因此對於外掛貼紙的氾濫束手無策。
因為封閉Beta測試的緣故，和身為測試玩家的九條響也是舊朋友。
面對莎拉的問題，他認為其存在只是單純的系統錯誤，故認為應當以系統運作為重而將其抹消，也因此對於小陸的主張以及九條響也以對戰來打賭的行動感到難以接受，但最後受到小陸等人的決心所感動，因此決定相信他們，並在最終面對變異的襲擊戰頭目時，給予莫大的支援。
納斯塔西婭（Nastasja）
配音：櫻木可奈子（日本）；李潤知（香港）
任務櫃位職員。
托莉小姐（Tori-san）
配音：中原麻衣（日本）；凌晞（香港）
開發GBN主程式的程式設計師。在遊戲内是以「SD戰國傳系列」裡登場的「結晶鳳凰」作為潛行者造型現身。
ZEN（Zen）
配音：宮崎遊（日本）；李凱傑（香港）
外傳「高達創戰潛行者Break」的主角，對外掛貼紙感到有興趣，跟ARK組成潛行聯黨中一隊小隊，後來反潛霸團戰結束後，托柴司通知小陸決鬥安排。

## 設定及用語
鋼彈模型連線對戰（Gunpla Battle Nexus Online）
系統聲音配音：高橋未奈美（日本）；吳羨婷（香港）
簡稱「GBN」。於電腦虛擬空間「次元世界」中以鋼彈模型對戰與任務為主的虛擬實境線上遊戲。
除了對戰與任務外，遊戲世界內部也有著諸多豐富的虛擬生活機能，因此也有以社交為主要訴求的潛網者。
潛網者（Diver）
於GBN中登錄玩家的通稱。虛擬的外型可以自由設定，甚至可以設定成異性或動物。
次元世界（Dimension）
形容GBN內的世界。其中包含著不同的地區伺服器。
部隊（Force）
由相同志向的潛網者所組成的隊伍，性質上類似於一般線上遊戲的公會組織。
部隊營（Force Nest）
組成部隊後，部隊成員能夠使用的空間，一般都是透過系統傳送進入的房間，而高階部隊更能夠獲得遊戲世界中的實體建築據點。
鋼彈模型部隊錦標賽
一年舉辦一次由各部隊對抗的鋼彈模型錦標賽。
在第十四屆錦標賽中，由九條響也率領的「AVALON」擊敗了隆美爾率領的「第七裝甲師」奪得冠軍。
目前已知排名的部隊如下：
- 1.AVALON
- 2.第七裝甲師
- 3.斯慕格
- 5.虎武龍
- 13.亞當的蘋果

創鬥幣（ビルドコイン）
GBN遊戲內部所使用的內建遊戲幣，能夠用來購置各種道具或資產。
GP對戰／鋼彈模型決鬥對戰（Gunpla Duel）
系統聲音配音：中里望（日本）；何璐怡（香港）
簡稱「GPD」，是以模型實機來進行戰鬥的鋼彈模型對戰遊戲。在GBN問世後迅速沒落。
由於是實機對戰，因此模型本身會因對戰而受到損傷。(這部分和鋼彈創鬥者中的模型對戰形式上比較相近)
操作系統的運作模式和GBN相同，在顯示介面等部分也有雷同之處。
在後續的劇情中證實其本身是和GBN系出同源的存在。
潛霸團（Mass-Diver）
於GBN內使用「外掛貼紙」等非法程式進行遊戲的不法集團。幕後主腦為七瀨光一過去GPD時期的同伴司馬司。因為對GBN抱持的仇恨與偏執，導致本來和諧的這個遊戲世界刮起一陣風波。
外掛貼紙（Break Decal）
GBN內部一種違反遊戲規定的特殊配備，透過在模型實機上黏貼內含奈米IC晶片的貼紙，在登入時會連同貼紙內的非法代碼一同掃描並強制寫入，藉此能啟動非法代碼「外掛增幅」。
該項配備是由名為「潛霸團」的組織散布出去的，因此使用外掛貼紙的玩家通常也被以此稱呼（不過其中有不少使用者是一般玩家）。
由於外掛貼紙的氾濫，導致GBN內部開始出現大量的bug。然而因為從系統上偵測不到程式異常，也找不到竄改數值的痕跡，在缺乏相關證據的情況下，導致官方遲遲無法出手。
在反潛霸團的聯合作戰中，王牌潛網型00鋼彈因不明原因釋放出了巨大的「光之翼」，癱瘓掉了所有的外掛貼紙。之後官方以光之翼為依據製作了系統修正檔，讓外掛貼紙再也無法使用。
外掛增幅
外掛貼紙所賦予的機能之一，啟動後機體輸出及性能會有顯著的提升，同時機體周遭會纏繞著紫黑色的鬼氣，甚至有的機體會因此改變外型或狂暴化。
但是作為大幅強化機體的代價，這個機能對機體也會造成嚴重的負擔，製作精細度不夠的機體甚至會因此受損。
對能夠理解模型上被投注的情感的莎拉而言，啟動外掛增幅的機體會讓她產生噁心、想吐等不適感。

## 登場鋼彈模型
劇中登場鋼彈模型多以現實中鋼彈模型改造，包含過去不同年代系列作品中的機體。
潛網型00鋼彈（Gundam 00 Diver，GN-0000DVR）
三上陸所使用的「00鋼彈」改造機，是小陸活用模型素材，並且按照自己喜好改裝而成的機體。在圓錐型推進器底部追加噴射器與翅膀後，產生了預期之外的機動性，獲得了在攻防雙方都相當均衡的出色性能。但不能穩定發動Trans-AM，發動過久會使動力爐超載爆炸。
王牌潛網型00鋼彈（Gundam 00 Diver Ace，GN-0000DVR/A）
潛網型00鋼彈的改良型，除了GN劍II的刀身換成新規零件外，靠著新型推進背包「王牌潛網組件」所賦予的機動性，以及兩肩的動力爐位置加裝的兩把搭載GN電容器的「GN潛網劍（GN Diver Sword）」，讓整體性能及能量運用效率獲得大幅度的提升，同時因為整體性能的上升，也能夠穩定的發動Trans-AM。象徵小陸身為潛網者已有所成長的這架新鋼彈模型，將會以部隊中的「王牌」身分大顯身手。
天翔型00鋼彈（Gundam 00 Sky，GN-0000DVR/S）
王牌潛網型00鋼彈的改良型，將在GPD中嚴重受損的潛網型00鋼彈重新進行修復並升級的版本，武器方面参考了「命運鋼彈」的武裝配有具備摺疊結構的大型劍和光束砲，前臂護甲参考了「神威鋼彈」的設計，具備變形成光束爪鉗的機能，雙肩的動力爐部位則新增了釋放光之翼的機能。可發動結合00鋼彈的雙太陽爐和命運鋼彈的光之翼的特殊系統「Trans-AM Infinity」。發動必殺技時機身散發大量天藍色的GN粒子，並能將光之翼覆蓋在自己的武器裝備上予以強化，或是將友軍機變成武器來使用，但是初次發動時動力爐曾因負荷不了而爆炸。
不同於其他部位的損傷，當初被無名異端鋼彈擊中胸口所留下的「第一道傷痕」則被小陸作為紀念刻意保留了下來。
必殺技：超空型態（Higher-than-Sky Phase）
光束大師吉姆III（GM III Beam Master，RGM-86RBM）
日高勇夫所使用的「吉姆III」改造機，配色以橘色為主，並配備有能在狙擊槍和格林機槍之間轉換模式的「百變步槍（Changelling Rifle）」。由於是著重火力支援的射擊型機種，因此腿部有特別強化過。
必殺技：融合光束（Fusion Beam）
轟擊大師傑鋼（Jegan Blast Master，RGM-89BM）
日高勇夫以傑鋼為基礎所完成的鋼彈模型，為了將火力強化到極致，因此配備了包含VSBR、高出力MEGA加農砲、衛星加農砲等在既有鋼彈動畫中大放異彩的各式重型火器。透過大量裝備重型射擊武裝，使得本機的火力強大到一個破格的地步，但也因此需要更為細膩的能源控管及分配。
小桃卡布爾（Momokapool，PEN-01M）
矢代桃華所使用的「卡布爾」改造機，以阿德利企鵝為構思來源。因為可愛而改裝成企鵝的樣子，也純粹因為可愛而內藏迷你卡布爾。但就因為不可愛所以拆除飛彈發射器，尖尖的鋼爪也因為不可愛而磨成圓的，使得攻擊力比起原型機要顯得低落。然而除了可愛之外，速度與耐力也獲得了大幅提升，種種超乎常理的設計思維，多次能讓面對它的人自亂陣腳。
重鍛型卡爾巴迪（Galbaldy Rebake，RMS-117G11）
七賴光一以過去GPD時代使用的卡爾巴迪β為原型改裝的專用鋼彈模型，重型鈍器、實彈火炮以及厚重裝甲的機體構成，讓它與原型機相比，擁有著極為濃厚的硬派色彩。在命名及外觀風格上和裡的「重鍛型智魔鋼彈」十分的相近。
RX-零丸（RX-Zeromaru，RX-零）
菖蒲的專用機，以SD比例的獨角獸鋼彈為基礎改造成忍者風格，其破壞模式是一般戰鬥時使用的忍者型態，而獨角獸模式則是進行秘密任務時使用的隱身型態，擁有類似NT-D的特殊機能。武裝包含了忍刀、大型手裡劍及苦無等忍者常用的武具。
有另外配置ㄧ台偵查用的鳥形飛行載具「武裝裝甲八鳥（Armed Armor Hattori）」，兩者合體後能變形成真實比例。
必殺技：變位拔刀·菖蒲斬
重火力型鋼彈AGE II（Gundam Age II Magnum，AGE-II MG）
九條響也所使用的「鋼彈AGE-2」改造機。增設了F浮游砲及席格盾等能在近身戰得到良好發揮的裝備。
必殺技：EX王者之劍（EXカリバー，EX Calibur）
重火力型鋼彈AGE II Ver.SV（Gundam Age II Magnum Ver.SV）
九條響也以原本的重火力型鋼彈AGE II為基礎再進一步改良後的型態，加裝了兩枚感應砲台，並且將腰部的機翼更換成光束砲，除此之外也對細部做出了諸多修改，塗裝則從之前的靛藍色改成銀灰色（但在第25話時又改回原本的靛青色塗裝）。
名稱中的SV意思是「救世主」（Savior）。
必殺技：EX王者之劍（EXカリバー，EX Calibur）、FX爆發（FX（エフエクス）プロージョン，FX-plosion）
紅扁帽格利摩亞（Grimoire Red Beret，GH-001RB）
隆美爾所使用的「格利摩亞」改造機。製作概念在於進一步擴充基礎機體的機能，還為主體各處施加了更適用於實戰的改裝，是一架能直接反映操作者個人技術，適合高階使用者的機體。而且還具有各種尺寸的多樣化選配式裝備。
食人魔刃-X（Ogre GN－X，GNX-803OG）
食人魔以GN-X Ⅳ為基礎所製作的鋼彈模型。擁有大型砍刀及光束刺釘等重型武裝，擅長以接近戰為主的戰鬥風格，外形則刻意仿效惡鬼施加改裝。
啟動Trans-AM時，其頭部護目鏡會降下，變成單眼模式。一旦盯上目標就不會放過，直到將對手啃食殆盡才會罷休。
激炎型雙頭龍鋼彈（Gundam Jiyan Altron，XXXG-01S2龍虎）
虎狼的專用機，這架機體是以雙臂原本就已具備雙頭龍的雙頭龍鋼彈為基礎，進一步加上虎與狼的概念所成。它並非純粹地改裝外貌，而是擁有如同野獸般敏捷速度且威猛無比的鋼彈模型拳法家。
必殺技：龍虎狼道（リュウ･コウ･ロウ･トウ，Ryukorodo）、雷神散打（ライジンサンダー，Raijin Thunder）、陸擊昇龍打（Rikugeki Shoryuda）
賢妃型熾天使鋼彈（Seravee Gundam Scheherazade，GN-1001N）
夏赫亞的專用機，以熾天使鋼彈為基礎機體改造所成的特裝鋼彈模型。同時具備了重火力及高機動性，背包組件還能和本體分離並組裝成具備GN火箭炮機能的SD比例托勒密號。機體的型態及招式名稱皆取材自一千零一夜。
必殺技：一千零一夜（アルフ・ライラ・ワ・ライラ，Alf layla wa-layla）
愛情幻影鋼彈（Gundam Love Phantom）
瑪姬的專用機，是以攻擊自由鋼彈為基礎，經由搭配攻擊者背包系統所改裝成的強勁鋼彈模型。主武裝為巨大光束鐮刀，推進背包也採用了展開式的鐮刀型裝備，是一架特別執著於「鐮刀」的機體。
無名異端鋼彈（Astray No-Name，MBF-PNN）
柴司在GPD時期的愛機，搭載有NITRO系統，在GPD裡經歷過500場以上對戰，並不停的因為受損而持續修理、改良、進化，擁有著不俗的爆發力及速度，可以說是專為GP對戰而生的機體。
鋼彈GP-羅剎（Gundam GP-Rasetsu）
這是食人魔以鋼彈試作2號機為基礎改裝製作出的新型鋼彈模型。其堅韌構造與強大的輸出功率，使它如同作為外形藍本的鬼神般強大無比。再加上還設置了太陽爐，因此可以發動本機體獨有的「鬼TRANS-AM」。
力傲NPD（Leo NPD，OZ-06MS[MPD]）
以「新機動戰記鋼彈W」裡的量産機里歐為基礎，頭部組件有著多種衍生版本存在。在GBN裡是由非玩家潛網者（NPD）操控的AI型機體，而且還大量部署於遊戲環境中中。
GBN-防護骨架（GBN-Guard Frame）
部署於整個GBN次元世界中的警衛鋼彈模型，一旦遊戲內發稱異常狀況，就會按照遊戲管理員等官方人員的指示行動。
GBN-基礎鋼彈（GBN-Base Gundam）
GBN-防護骨架的衍生機型，外裝甲的造型更換成酷似RX-78-2 鋼彈的造型，屬於GBN-防護骨架的上位機種。

## 主題曲
片頭曲
「Diver's High」（第1話 - 第13話）
作詞、作曲、主唱：SKY-HI，編曲：龜田誠治
「Infinity」（第14話 - 第25話）
作詞、作曲：YUICHI，編曲：SWANKY DANK、鈴木Daichi秀行，主唱：SWANKY DANK
片尾曲
（第1話 - 第13話）
作詞：KAO，作曲：平間亮之介，編曲：小田真，主唱：Iris
（第14話 - 第25話）
作詞：幹葉、高橋久美子，作曲：寺西裕二，編曲：If I，主唱：Spira Spica

## 各話標題
| 話數   | 日文標題       | 中國大陸標題 | 台灣標題     | 香港標題      | 英文標題                         | 劇本     | 分鏡                   | 演出     | 作畫監督                                     | 機械作畫監督             |
| ------ | -------------- | ------------ | ------------ | ------------- | -------------------------------- | -------- | ---------------------- | -------- | -------------------------------------------- | ------------------------ |
| -      |                | 序幕         | 序曲         | 序章          | Prologue                         | 木村暢   | 綿田慎也               | 綿田慎也 | 戶井田珠里                                   | 久壽米木信彌 宇田早輝子  |
| 第1話  | Welcome to GBN | 歡迎來到GBN  | 歡迎來到GBN  | 歡迎來臨GBN   | Welcome to GBN                   | 木村暢   | 綿田慎也               | 綿田慎也 | 戶井田珠里                                   | 久壽米木信彌 宇田早輝子  |
| 第2話  |                | 百鬼食人魔   | 百鬼食人魔   | 百鬼魔        | Chaotic Ogre                     | 木村暢   | 初見浩一               | 池野昭二 | 小谷杏子 中本尚                              | 高瀨健一                 |
| 第3話  |                | 守護者       | 守護者       | 守護者        | The Protector                    | 木村暢   | 西澤晉                 | 上田茂   | 千葉道德                                     | 有澤寬                   |
| 第4話  |                | 靈山的虎狼   | 靈山的虎狼   | 靈山的虎狼    | Tigerwolf of the Sacred Mountain | 黑田洋介 | 久藤瞬                 | 久藤瞬   | 新保卓郎                                     | 阿部宗孝                 |
| 第5話  |                | 圣地・波斯   | 聖地・波世   | 聖地 波利斯亞 | Holy Land of Perisia             | 木村暢   | 内藤明吾               | 孫承希   | 江上夏樹 齋藤香                              | 松田寬                   |
| 第6話  |                | 過去和未來   | 過去和未來   | 過去和未來    | Past and Future                  | 木村暢   | 寺岡岩                 |          | 大籠之仁 山內尚樹                            | 大張正己                 |
| 第7話  |                | 战队对决     | 隊戰         | 隊戰          | Force Battle                     | 木村暢   | 錦田慎也               | 池野昭二 | 中本尚 尾崎正幸 山崎克之 渡邊兼介 野崎真一   | 久壽米木信彌             |
| 第8話  |                | 慶典！       | 慶典！       | 慶典          | Festival!                        | 黑田洋介 | 内藤明吾               | 兒谷直樹 | 小谷杏子                                     | 高瀨健一                 |
| 第9話  |                | 再遇食人魔   | 再遇食人魔   | 再遇魔        | Return of the Ogre               | 野村祐一 | 西澤晉                 | 上田茂   | 江森真理子 片山幸                            | 平岡雅樹 宇田早輝子      |
| 第10話 |                |              |              | 義士聯盟      | Coalition of Volunteers          | 黑田洋介 | 久藤瞬                 | 久藤瞬   | 新保卓郎                                     | 阿部宗孝                 |
| 第11話 |                | 菖蒲之淚     | 菖蒲之淚     | 菖蒲之淚      | Ayame's Tears                    | 木村暢   | 古橋一浩               | 孫承希   | 江上夏樹 齋藤香 大籠之仁                     | 鈴木勘太                 |
| 第12話 |                | 光之翼       | 光之翼       | 光之翼        | Shining Wings                    | 野村祐一 | 寺岡岩                 | 池野昭二 | 山內尚樹 尾崎正幸 山崎克之 江上夏樹          | 松田寬 有澤寬            |
| 第13話 |                | DUEL-決鬥-   | DUEL-決鬥-   | Duel-決鬥-    | Duel                             | 黑田洋介 | 西澤晉                 | 兒谷直樹 | 千葉道德 西田亞沙子                          | 宇田早輝子 平岡雅樹      |
| 第14話 |                | 新的力量     | 新的力量     | 新的力量      | A New Power                      | 木村暢   | 内藤明吾               | 久藤瞬   | 小谷杏子 中本尚                              | 大張正己                 |
| 第15話 |                |              |              | 挑戰          | Lotus Challenge                  | 黑田洋介 | 寺岡岩 綿田慎也        | 鳥羽聰   | 江森真理子 野崎真一                          | 久壽米木信彌             |
| 第16話 |                | 重遇 朋友啊  | 重逢，朋友啊 | 重遇·朋友啊   | Friends Reunited                 | 木村暢   | 内藤明吾               | 上田茂   | 新保卓郎                                     | 川原智弘                 |
| 第17話 |                | 共同戰線     | 共同戰線     | 共同戰線      | Joint Front                      | 野村祐一 | 西澤晉                 | 池野昭二 | 齋藤香 尾崎正幸 山崎克之 中島渚              | 高瀨健一                 |
| 第18話 |                | 男人的氣概   | 男兒骨氣     | 男人的氣概    | A Man's Will                     | 黑田洋介 | 齊藤哲人 寺岡岩        | 孫承希   | 片山幸 大籠之仁 中本尚                       | 松田寬 川原智弘          |
| 第19話 |                | 撫子競技     | 撫子競技     | 撫子競技      | Nadeshiko-athlon                 |          | 内藤明吾               |          | 牧孝雄 西田亞沙子 江森真理子 別所裕樹 中本尚 | 平岡雅樹                 |
| 第20話 |                | 真相         | 真相         | 真相          | The Truth                        | 木村暢   | 西澤晉                 | 久藤瞬   | 千葉道德 小谷杏子                            | 大張正己                 |
| 第21話 |                | 你的思念     | 你的思念     | 你的思念      | Your Feelings                    | 黑田洋介 | 齊藤哲人 寺岡岩        | 上田茂   | 新保卓郎                                     | 鈴木勘太                 |
| 第22話 |                | 立誓的心     | 起誓的心     | 立誓的心      | Devoted Heart                    |          | 内藤明吾               | 大久保朋 | 野崎真一 中本尚 齋藤香                       | 久壽米木信彌             |
| 第23話 |                | 宿命中的兩人 | 宿命的兩人   | 宿命中的兩人  | The Fateful Two                  | 野村祐一 | 西澤晉                 | 鳥羽聰   | 山崎克之 大籠之仁 尾崎正幸                   | 高瀨健一 川原智弘        |
| 第24話 |                | 決戰         | 決戰         | 決戰          | Decisive Battle                  | 黑田洋介 | 西澤晉 齊藤哲人 寺岡岩 | 池野昭二 | 西田亞沙子 牧孝雄                            | 大張正己 松田寬 平岡雅樹 |
| 第25話 |                | 新世界       | 新世界       | 新世界        | A New World                      | 木村暢   | 綿田慎也 大張正己      | 綿田慎也 | 戶井田珠里 千葉道德                          | 久壽米木信彌             |

## DVD
| 卷數 | 發售日期       | 收錄話數        | 規格編號  | 封面角色 封面機體                         |
| ---- | -------------- | --------------- | --------- | ----------------------------------------- |
| 1    | 2018年7月27日  | 第1話 ~ 第4話   | BCBA-4916 | 三上陸 潛網型00鋼彈                       |
| 2    | 2018年8月28日  | 第5話 ~ 第8話   | BCBA-4917 | 九條響也 重火力型鋼彈AGE II               |
| 3    | 2018年9月26日  | 第9話 ~ 第12話  | BCBA-4918 | 柴司 無名異端鋼彈                         |
| 4    | 2018年10月26日 | 第13話 ~ 第16話 | BCBA-4919 | 日高勇夫&矢代桃華 轟擊大師傑鋼&小桃卡布爾 |
| 5    | 2018年11月22日 | 第17話 ~ 第20話 | BCBA-4920 | 藤澤彩&七賴光一 RX-零丸&重鍛型卡爾巴迪    |
| 6    | 2018年12月21日 | 第21話 ~ 第25話 | BCBA-4921 | 三上陸和莎拉 天翔型00鋼彈                 |

## 註解
1. ↑  由「光一」二字轉寫，念法相同
2. ↑  實際上是外觀用黑獵犬造型的外部裝甲偽裝起來的鋼彈AGE II麥林型。
3. ↑  Non-Player Diver，意同一般遊戲術語中的NPC
4. ↑  於Gundam.Info網上播放，香港TVB翡翠台並未播出

## 外部連結
- 電視動畫《鋼彈創鬥者 潛網大戰》官方網站 （页面存档备份，存于）（日語）
- 電視動畫《鋼彈創鬥者 潛網大戰》東京電視台官方網站 （页面存档备份，存于）（日語）
- GUNDAM.INFO《高達創戰潛行者》官方網站(香港) （页面存档备份，存于）
- GUNDAM.INFO《鋼彈創鬥者 潛網大戰》官方網站(台灣) （页面存档备份，存于）
- GUNDAM.INFO《高达创形者》官方網站(中國) （页面存档备份，存于）
- 鋼彈創鬥者 潛網大戰的X（前Twitter）（日語）
- YouTube上的鋼彈創鬥者 潛網大戰（英文、台灣、韓國、法國、義大利字幕）播放列表